# Puchar Świata w Zapasach 2007
Zawody Pucharu Świata w 2007 roku
- w stylu klasycznym mężczyzn rywalizowano pomiędzy 24–25 lutego w Antalyi (Turcja),
- w stylu wolnym mężczyzn zawody rozegrano w dniach 24 i 25 maja w Krasnojarsku (Rosja),
- a kobiety walczyły w dniach 22–23 maja, również w Krasnojarsku.

## Styl klasyczny

### Ostateczna kolejność drużynowa
| Poz. | Państwo           |
| ---- | ----------------- |
|      | Ukraina           |
|      | Stany Zjednoczone |
|      | Turcja            |
| 4.   | Rosja             |
| 5.   | Iran              |
| 6.   | Gruzja            |

## Styl wolny

### Ostateczna kolejność drużynowa
| Poz. | Państwo           |
| ---- | ----------------- |
|      | Rosja             |
|      | Iran              |
|      | Uzbekistan        |
| 4.   | Gruzja            |
| 5.   | Stany Zjednoczone |
| 6.   | Ukraina           |

## styl wolny - kobiety

### Ostateczna kolejność drużynowa
| Poz. | Państwo           |
| ---- | ----------------- |
|      | Chiny             |
|      | Japonia           |
|      | Rosja             |
| 4.   | Białoruś          |
| 5.   | Stany Zjednoczone |
| 6.   | Niemcy            |